# Allan Ganley
Allan Ganley, né Allan Anthony Ganley le 11 mars 1931 à Tolworth dans le Surrey (Angleterre) et mort le 29 mars 2008, est un batteur et arrangeur de jazz anglais.

## Carrière
Batteur autodidacte, Ganley commence sa carrière dans l'orchestre de Bert Ambrose au début des années 1950. En 1953, il devient le batteur de l'orchestre de Johnny Dankworth, alors le plus populaire des ensembles de jazz au Royaume-Uni. Toujours dans les années 1950, il travaille aux côtés du pianiste Derek Smith, du clarinettiste Vic Ash, du saxophoniste Ronnie Scott et de nombreux musiciens américains en tournée en Grande-Bretagne. De 1958 à 1960, il est le coleader, avec Ronnie Ross, d'un petit groupe, The Jazzmakers.
Au début des années 1960, Ganley travaille beaucoup avec Tubby Hayes, jouant dans ses petites formations et dans son big band. Batteur résident du club de Ronnie Scott, il joue également avec de nombreux jazzmen américains comme Dizzy Gillespie, Stan Getz, Jim Hall, Freddie Hubbard et Rahsaan Roland Kirk. Au début des années 1970, il étudie au Berklee College of Music à Boston, Massachusetts, puis revient au Royaume-Uni où il forme et dirige son propre big band pendant une dizaine d'années.
Au cours des années 1970 et 1980, Ganley participe à de très nombreux enregistrements et diffusions radio, jouant avec des musiciens de tous styles, passant sans effort du post-bop au mainstream ou au big band. Dans les années 1990, il continue à jouer dans des clubs ou des festivals dans tout le Royaume-Uni et à l'étranger.
Plus connu en tant que batteur, Ganley est également arrangeur pour de nombreux musiciens britanniques ainsi que pour le big band de la BBC.